# EOS (imagerie médicale)
Pour les articles homonymes, voir EOS.
EOS est un système d'imagerie médicale permettant l'acquisition simultanée de deux images radiographiques, face et profil, en limitant la dose de rayons X absorbée par le patient. Le système s'appuie sur la haute sensibilité d'un détecteur gazeux (chambre à fils) inventé par Georges Charpak (ce qui lui a valu le prix Nobel de physique en 1992).
Il est utilisé dans une application orthopédique, avec une reconstitution 3D de la colonne vertébrale et/ou des membres inférieurs (grâce à l'application SterEOS).
Ce système d'imagerie médicale est commercialisé par la société française EOS imaging (anciennement Biospace cofondée par Claude Hennion), sous le nom de marque commerciale « EOS ».

## Technologie EOS
EOS est un système de radiographie à balayage vertical avec un faisceau de rayons X très fin permettant de balayer de la tête au pied le patient, qui est dans une position fonctionnelle : debout ou assis. Grâce à sa géométrie, le système permet l'acquisition simultanée de deux images radiographiques orthogonales, face et profil, sans agrandissement. La particularité de la technologie réside dans l’obtention d’images radios numériques du corps entier, associée à un faible taux d’irradiation et à une modélisation du squelette en 3D à partir des images. Ce système est adapté au diagnostic de pathologies ostéo-articulaires : scoliose, douleurs lombaires et articulaires, ostéoporose, arthrose, etc.

## Déroulement de l'examen
Le patient est d’abord positionné debout ou assis dans le système EOS. Une radiographie basse dose simultanée de face et de profil du corps entier est alors effectuée. L’examen peut se limiter à une zone anatomique localisée comme la colonne vertébrale ou la jambe, si la radiographie du corps entier n’est pas nécessaire, ou encore un examen de face seulement. L’examen EOS est réalisé par balayage de deux pinceaux très fins de rayons X ce qui prend environ 20 secondes[pas clair] pour un corps entier. L’examen nécessite environ 3 minutes[pas clair] avec une faible dose de radiation[réf. nécessaire].

## Réduction de la dose d'exposition au rayonnement médical
EOS s’inscrit dans le cadre des recommandations internationales en matière de radiodiagnostic qui visent à réduire l’irradiation reçue par les patients au « minimum raisonnable » (As Low As Reasonably Achievable). EOS dans sa fonctionnalité « basse dose » permet de réduire de 50 % à 85 % la dose de rayonnement par rapport à un examen conventionnel. L’option « micro dose » abaisse la dose de radiation d’un examen de suivi du rachis pédiatrique à 58 µSv ce qui participe à la démarche de réduction de dose des suivis radiologiques chez l'enfant. Cette démarche est d'intérêt pour les enfants, car ils sont potentiellement plus exposés au risque lié à un rayonnement médical excessif : risque accru de développer plus tard dans leur vie un cancer radio-induit. De fait, certains enfants atteints de pathologies spécifiques, telles que la scoliose, nécessitent une surveillance fréquente pour le suivi de l’évolution de leur pathologie et peuvent recevoir ainsi des niveaux de radiation très élevés. Dans une vidéo, un chirurgien orthopédiste pédiatre explique ainsi que:
« L’EOS me permet d’avoir tous les facteurs que la radiographie peut me donner notamment l’angulation, la maturation osseuse, le taux de rotation vertébrale. La totalité de toutes les radios faites par EOS n’atteindra pas le taux d’irradiation d’un seul des clichés précédents ».